# منزل آن فرانك
منزل آن فرانك هو متحف يقع في أمستردام، هولندا، على ضفاف نهر برينسينغراخت، إحدى القنوات الرئيسية في المدينة وهو مخصص لذكريات سنوات آن فرانك. يهودية ومؤلفة مذكرات آن فرانك في الحرب العالمية الثانية.
كان المنزل مخبأ لآن وعائلتها وأربعة أشخاص آخرين هربا من الاضطهاد النازي.

## روابط خارجية
- منزل آن فرانك على موقع IMDb (الإنجليزية)